# Ornatoconcha plicata
Ornatoconcha plicata is een slakkensoort uit de familie van de Buccinidae. De wetenschappelijke naam van de soort is voor het eerst geldig gepubliceerd in 1987 door Lus.